# Titularerzbistum Apamea in Bithynia
Apamea in Bithynia (ital.: Apamea di Bitinia) ist ein Titularbistum der römisch-katholischen Kirche. 
Es geht zurück auf einen untergegangenen Bischofssitz in der antiken Stadt Apameia in der kleinasiatischen Landschaft Bithynien.
| Titularbischöfe von Apamea in Bithynia |                           |                                                                                                  |                  |                    |
| Nr.                                    | Name                      | Amt                                                                                              | von              | bis                |
| 1                                      | Nicola Maria Tedeschi OSB | emeritierter Bischof von Lipari (Italien)                                                        | 2. März 1722     | 29. September 1741 |
| 2                                      | Luigi Ruffo Scilla        | Apostolischer Nuntius                                                                            | 11. April 1785   | 9. August 1802     |
| 3                                      | David Mathew              | Apostolischer Delegat Militärvikar der Streitkräfte des Vereinigten Königreichs (Großbritannien) | 20. Februar 1946 | 12. Dezember 1975  |